# Zona metropolitana de León (México)
La zona metropolitana de León es una de las 48 zonas metropolitanas delimitadas por la SEDATU, el CONAPO y el INEGI, resultante de la conurbación de los municipios de León, Purísima del Rincón y San Francisco del Rincón. Con 1 935 928 habitantes en 2020, es la zona metropolitana más poblada del estado de Guanajuato, además, es la séptima zona metropolitana más poblada en México.
Asimismo, forma parte de las cinco zonas metropolitanas reconocidas por el estado de Guanajuato sin el amparo del gobierno federal. A diferencia de la delimitación federal, la estatal incluye al municipio de Silao, lo que incrementa su superficie a 2476.2 km² y su población total a 2 139 484 habitantes.

## Delimitación

### Criterios federales
En 2004, la SEDESOL, el CONAPO y el INEGI delimitaron por primera vez las zonas metropolitanas de México. Para ello, utilizaron criterios basados en las relaciones económicas y sociales entre los municipios de la conurbación, como relacionados con la actividad económica, los viajes intermunicipales y la distancia entre los municipios conurbados y la ciudad central.
En esta primera delimitación, la zona metropolitana de León comprendía únicamente a los municipios de León y Silao, sin embargo, se conformó también la zona metropolitana de San Francisco del Rincón integrada por los municipios de San Francisco del Rincón y Purísima del Rincón.
En 2023, con las nuevas delimitaciones se decidió fusionar la zona metropolitana de San Francisco del Rincón con la de León. Al mismo tiempo, se creó la zona conurbada de Silao, por lo que dicho municipio dejó de formar parte de este núcleo urbano.

### Criterios estatales
El 23 de mayo de 2008, por decreto oficial del estado de Guanajuato y por acuerdo entre los municipios de León, Silao de la Victoria, San Francisco del Rincón y Purísima del Rincón, se conformó la zona metropolitana de León. Esta delimitación cuenta con una población total de 2 139 484 habitantes, sin embargo, no es reconocida oficialmente por el gobierno federal.

## Población
| Municipio                | Población | Superficie (km²) | Densidad (hab/km²) |
| ------------------------ | --------- | ---------------- | ------------------ |
| León                     | 1 721 215 | 1221.6           | 1408.9             |
| Purísima del Rincón      | 83 842    | 290.7            | 288.4              |
| San Francisco del Rincón | 130 871   | 425.4            | 307.6              |
| Total federal            | 1 935 928 | 1937.7           | 999.0              |
| Silao                    | 203 556   | 538.5            | 378.0              |
| Total estatal            | 2 139 484 | 2476.2           | 864.0              |

## Municipios

### León

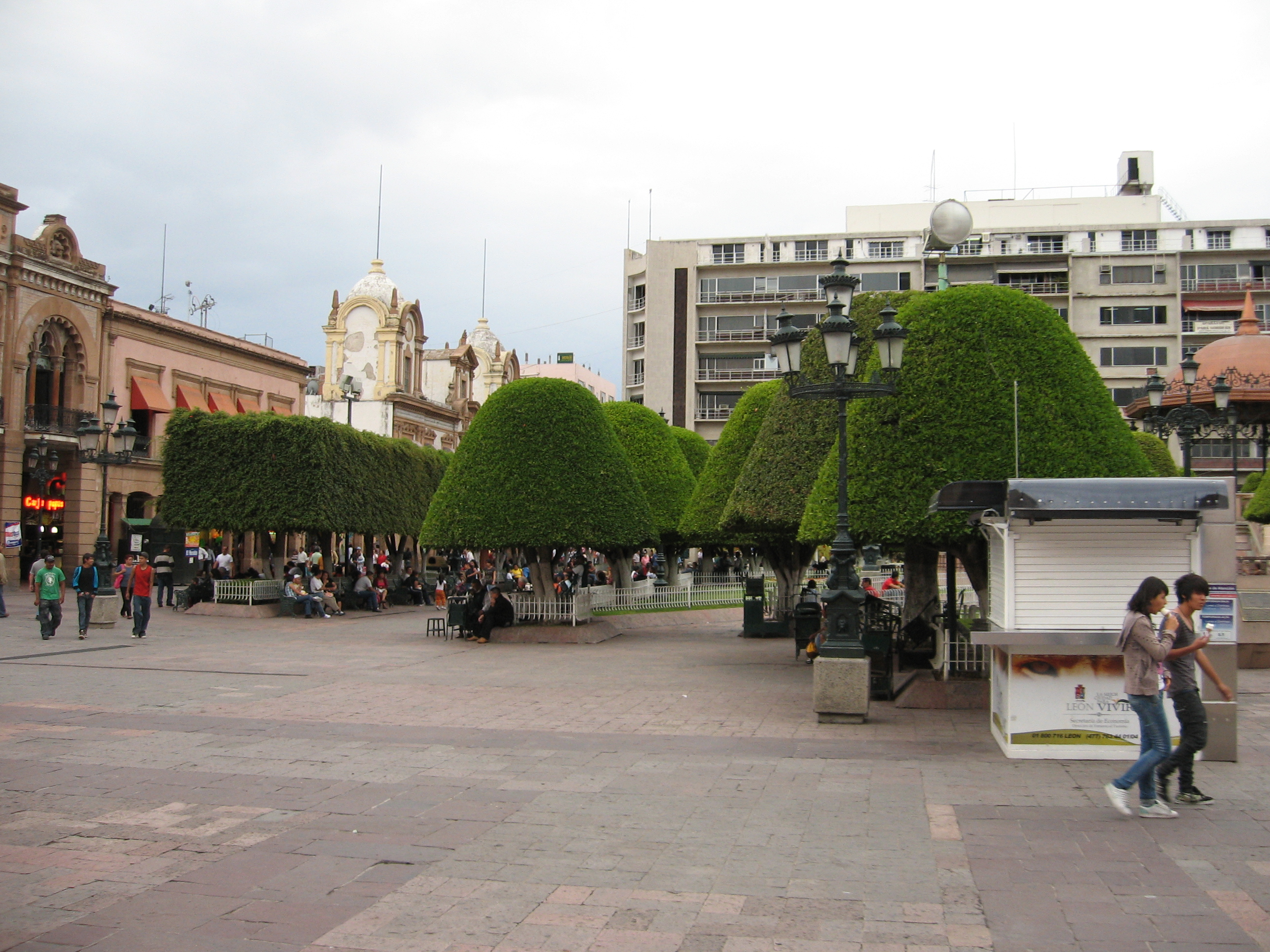
Plaza Principal de León

León cuenta con una población total de 1 721 215 habitantes, siendo el municipio más poblado de la zona metropolitana, el área del territorio municipal comprende 1221.6 km², equivalentes al 4 % de la superficie total del estado de Guanajuato. Tiene límites con los siguientes municipios: al norte con San Felipe; al este con los de Guanajuato y Silao; al sur con los de Silao, Romita, y San Francisco del Rincón y; al oeste con el de Purísima y los municipios de Lagos de Moreno y La Unión de San Antonio del Estado de Jalisco.
Aquí se celebra la Feria Estatal de León que se lleva a cabo durante el mes de enero y los primeros días de febrero de cada año. La feria es una de las más grandes de México, su asistencia anual asciende a los 6 millones de visitantes.
En el 2012, fue la tercera ciudad del Bajío mexicano, después de Guadalajara y Aguascalientes, en recibir la visita de un papa, Benedicto XVI, durante la segunda visita del pontífice a Latinoamérica. De igual manera, esta ciudad alberga al Poliforum León y al Fórum Cultural Guanajuato que es un complejo cultural, espacio de entretenimiento y formación artística y cultural que promueve la profesionalización de los artistas regionales, la formación de públicos, así como el turismo cultural.

### Silao de la Victoria
Silao es sede de diversos parques tecnológicos, en el municipio se ubica el Aeropuerto Internacional del Bajío y el Puerto Interior de Guanajuato, al igual que la ensambladora de autos General Motors, la ensambladora de camiones Hino Motors y la planta de motores de Volkswagen, lo que lo sitúa como un importante centro del corredor industrial del estado.
Aquí se encuentra el cerro del Cubilete, en la parte más alta de sus 2,610 m s. n. m. se eleva el monumento a Cristo Rey que representa la unidad del pueblo de México en la fe católica. El cual comenzó su construcción el 10 de diciembre de 1945, finalizando los trabajos el 17 de agosto de 1949. Mide 20 metros de pies a cabeza. De igual forma fue en este municipio en donde el Papa Benedicto XVI, oficio su única misa en su visita a México, en el año 2012, en las instalaciones del Expo Parque Guanajuato Bicentenario, ante más de 700 000 fieles católicos.

### San Francisco del Rincón
En San Francisco existen vestigios de culturas prehispánicas que fueron los primeros asentamientos. La fundación de San Francisco del Rincón está considerada a partir del día 21 de enero de 1607, con la llegada de un grupo de indios otomíes y tarascos ya cristianizados, los cuales denominaron al lugar San Francisco del Tule; los continuos desbordamientos del río Santiago obligaron a los pobladores a trasladarse a lugares más elevados, concentrándose en lo que hoy se conoce como barrio de San Miguel.

### Purísima del Rincón
La localidad de Purísima de Bustos, ciudad cabecera del municipio de Purísima del Rincón, se fundó por orden del virrey Martín Enríquez de Almanza, el 1° de enero de 1603 con el nombre de San Juan del Bosque. En el año de 1649 dicho nombre le fue cambiado por el de Nuestra Señora de la Limpia Concepción; posteriormente, en 1834, se le denominó Purísima del Rincón, y finalmente en 1954 se le cambió el nombre a la cabecera municipal por el nombre de Purísima de Bustos, en honor del pintor Hermenegildo Bustos, oriundo de esta ciudad, se le conoce como el mejor exponente de la pintura popular del siglo XIX en México.